# 세라 캐닝
세라 캐닝(Sara Canning, 1987년 7월 14일 ~ )은 캐나다의 배우이다.

## 출연 작품
- 혹성탈출: 종의 전쟁 - 레이크 역
- 레벨 16 - 미스 브릭실 역
- 센드 어스 스모크
- 퍼킹 이디엇